# Gesellschaft für Comicforschung

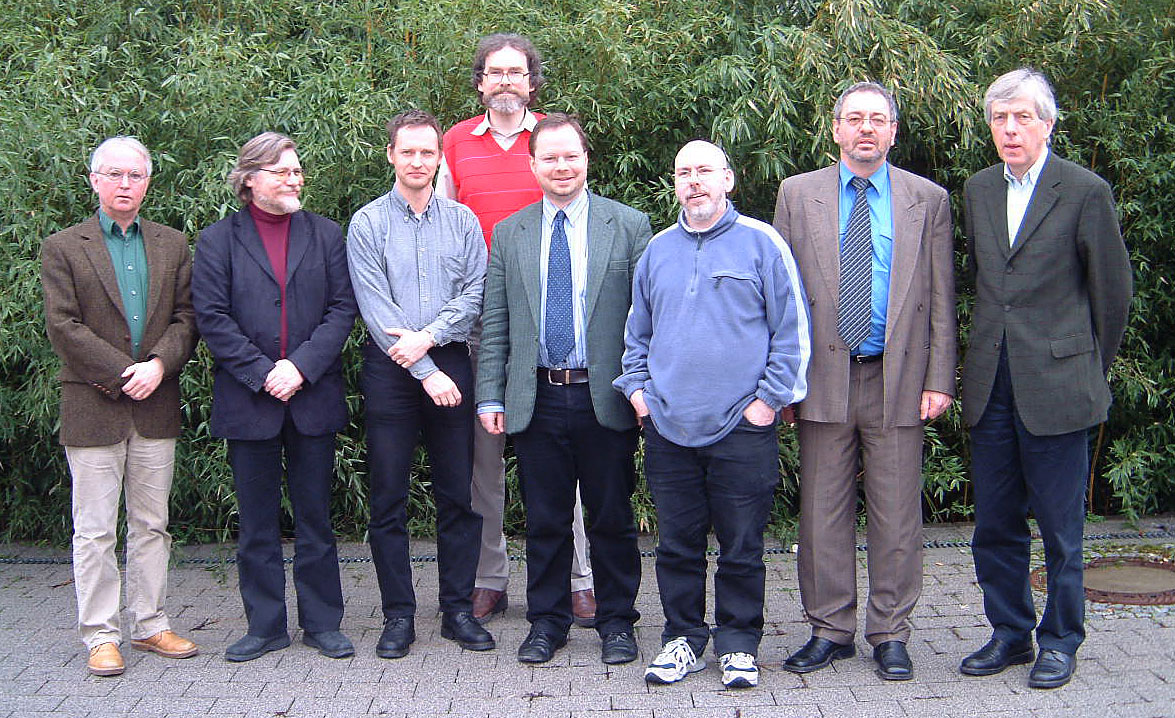
Gründungsmitglieder der ComFor (vlnr) Eckart Sackmann, Dietrich Grünewald, Ralf Palandt, Heiner Jahncke, Martin Frenzel, Burkhard Ihme, Bernd Dolle-Weinkauff, Günter Dammann (11. Februar 2005 in Koblenz)

Die Gesellschaft für Comicforschung (ComFor) e. V. wurde am 11. Februar 2005 in Koblenz gegründet, um die interdisziplinäre Forschung am Comic (Comicforschung) im deutschsprachigen Raum zu vernetzen und zu fördern. Am 11. April 2014 erfolgte die Neugründung als eingetragener Verein am Institut für Jugendbuchforschung der Johann Wolfgang Goethe-Universität.

## Mitglieder und Vorstand
Die Mitglieder des Vereins stammen aus verschiedensten wissenschaftlichen Disziplinen, die etwa Literaturwissenschaft, Kunstwissenschaft, Medienwissenschaft, Soziologie, multimodale Linguistik oder Gender Studies umfassen. Eine Mitgliedschaft steht allen offen, die sich wissenschaftlich mit Comics, Mangas, Graphic Novels und anderen Bildergeschichten befassen, wozu auch kuratorische oder didaktische Wissensvermittlung gezählt wird. Außerwissenschaftliche Interessierte haben die Möglichkeit einer Fördermitgliedschaft.
Der Vorstand des Vereins besteht aus zwei Vorsitzenden und einem Schatzmeister. Vorsitzende waren und sind:
- 2005–2013: Dietrich Grünewald[5]
- 2013–2020: Stephan Packard (2018–2020; 2. Vorsitzende: Véronique Sina)[6]
- seit 2020: Christina Meyer (seit 2020: 2. Vorsitzender: Lukas R. A. Wilde)[6]

## Aktivitäten
Die Gesellschaft für Comicforschung veranstaltet seit 2006 jährliche Wissenschaftstagungen an wechselnden Universitätsstandorten. Auf dem Internationalen Comic-Salon Erlangen und anderen Comicmessen vermittelt sie regelmäßig zwischen Wissenschaft und der interessierten Öffentlichkeit. Seit 2018 lobt sie gemeinsam mit der AG Comicforschung der Gesellschaft für Medienwissenschaft (GfM) jährlich den mit 1.000,-€ dotierten Martin-Schüwer-Publikationspreis für herausragende Comicforschung aus, der auf der Jahrestagung des Vereins vergeben wird. Die ComFor-interne Diversity Initiative (Diversitätsinitiative) hat das Ziel der Förderung queer-feministischer Ansätze in der Comicforschung sowie der Sensibilisierung für alle Arten von Diskriminierung. Die Gesellschaft für Comicforschung publiziert ein Online-Magazin, welches mehrmals wöchentlich einen Überblick über sogenannte Calls for Papers, Konferenzen, Publikationen und andere Neuigkeiten aus dem Comicforschungsbereich bietet.

## Publikationen
- 2025: Comparative Aspects in Comics Studies: Translation, Localisation, Imitation, and Adaptation. Hrsg. von Juliane Blank, Stephan Packard & Christian A. Bachmann. Berlin: Bachmann. ISBN 978-3-96234-087-2.
- 2025: Der Comic und das Populäre. Hrsg. von Rolf Lohse & Joachim Trinkwitz. Berlin: Bachmann. ISBN 978-3-96234-090-2.
- 2024: Harte Fakten, große Aufgaben: Die Arbeitsrealität Comicschaffender im deutschsprachigen Raum. Hrsg. von der Comic Gewerkschaft & der Gesellschaft für Comicforschung (ComFor). Hamburg: Gesellschaft für Comicforschung. ISBN 978-3-9826707-1-3
- 2024: Was war, ist, wird Comicforschung – für uns? 10 Jahre ComFor e.V. als eingetragener Verein. Hrsg. von Christina Meyer, Vanessa Ossa & Lukas R. A. Wilde. Hamburg: Gesellschaft für Comicforschung. ISBN 978-3-9826707-0-6.
- 2023: Coherence in Comics. An Interdisciplinary Approach. A special-themed issue of Closure: Kieler e-Journal für Comicforschung #9.5. Hrsg. Elisabeth Krieber, Markus Oppolzer & Hartmut Stöckl. ISSN 2363-7765.
- 2022: Comics and Agency. Hrsg. von Vanessa Ossa, Jan-Noël Thon & Lukas R.A. Wilde. Berlin: De Gruyter 2022. ISBN 978-3-11075-440-7.
- 2022: Studien zur Geschichte des Comic. Hrsg. von Bernd Dolle-Weinkauff & Dietrich Grünewald. Berlin: Bachmann. ISBN 978-3-96234-069-8.
- 2021: Zwischenräume: Geschlecht und Diversität in Comics. Hrsg. von Christine Gundermann. Berlin: Bachmann. ISBN 978-3-96234-057-5.
- 2020: Comics in der Schule – Theorie und Unterrichtspraxis. Hrsg. von Markus Engelns, Ulrike Preußer & Felix Giesa. Berlin: Bachmann. ISBN 978-3-96234-029-2.
- 2020: Spaces Between. Gender, Diversity, and Identity in Comics. Hrsg. von Nina Eckhoff-Heindl & Véronique Sina. Wiesbaden: Springer VS. ISBN 978-3-658-30115-6.
- 2019: Comics & Naturwissenschaften. Hrsg. von Clemens Heydenreich. Berlin: Bachmann. ISBN 978-3-941030-47-3.
- 2018: Charlie Hebdo. Nicht nur am 7. Januar 2015! Hrsg. von Lukas R.A. Wilde & Stephan Packard. ISBN 978-3-0006-0367-9.
- 2017: Geschichte im Comic: Befunde – Theorien – Erzählweisen. Hrsg. von Bernd Dolle-Weinkauff. Berlin: Bachmann. ISBN 978-3-941030-98-5.
- 2016: Comics an der Grenze: Sub/Versionen von Form und Inhalt. Hrsg. von Matthias Harbeck, Linda-Rabea Heyden & Marie Schröer. Berlin: Bachmann. ISBN 978-3-941030-68-8.
- 2014: Comics & Politik: Comics & Politics. Hrsg. von Stephan Packard. Berlin: Bachmann. ISBN 978-3-941030-29-9.
- 2013: Der dokumentarische Comic: Reportage und Biografie. Hrsg. von Dietrich Grünewald. Essen: Bachmann. ISBN 978-3-941030-27-5.
- 2013: Erzählen im Comic: Beiträge zur Comicforschung. Hrsg. von Otto Brunken & Felix Giesa. Essen: Bachmann. ISBN 978-3-941030-13-8.